# Paul Dixon (Fußballspieler, 1986)
Paul Andrew Dixon (* 22. November 1986 in Aberdeen) ist ein schottischer Fußballspieler, der seit dem Jahr 2018 beim schottischen Zweitligisten FC Falkirk unter Vertrag steht.

## Karriere

### Im Verein
Paul Dixon der in Aberdeen geboren wurde, spielte in seiner Jugend für den FC Dundee. Er debütierte als Profi im Juli 2005 im Challenge Cup gegen den FC East Stirlingshire. Für den schottischen Traditionsverein, der zu diesem Zeitpunkt in der zweiten Liga spielte, gab er eine Woche sein Ligaspieldebüt. Im Januar 2006 konnte Dixon das erste Profitor seiner Karriere in der Partie gegen Brechin City erzielen. In seiner Premierensaison standen am Ende der Spielzeit 29 Spiele die er in der First Division absolviert hatte. In drei Spielzeiten, die er bei seinem Jugendverein als Profi verbrachte, absolvierte er insgesamt 91 Ligaspiele. Im Juni 2008 unterschrieb der 21-Jährige links Verteidiger einen Dreijahresvertrag beim ambitionierteren Stadtrivalen Dundee United. Unter Craig Levein der ihn in seiner weiteren Karriere zum Nationalspieler machte, war er in der ersten Saison 2005/06 schnell etabliert in der Startelf von United. In den folgenden Spielzeiten kam er weiterhin als Stammspieler zum Einsatz. Auch als mit Peter Houston ein neuer Trainer für United zuständig war. Im Jahr 2010 gewann Dixon mit seiner Mannschaft das schottische Pokalfinale gegen Ross County. Kurz darauf verlängerte Dixon seinen Vertrag vorzeitig um ein weiteres Jahr bis 2012. Nach Ablauf des Vertrages wechselte Dixon nach England zum dortigen Zweitligisten Huddersfield Town. Für diesen absolvierte er in den ersten beiden Spielzeiten 2012/13 und 2013/14 jeweils 37 Spiele, bevor er in der ersten Halbserie der Saison 2014/15 seinen Stammplatz verlor. Er löste den Vertrag in Huddersfield vorzeitig auf und wechselte im Februar 2015 zurück zu Dundee United. Nach zwei Jahren in Dundee wechselte Dixon zum englischen Viertligisten Grimsby Town. Im November 2018 wurde der Vertrag aufgelöst. Dixon unterschrieb daraufhin einen Vertrag beim FC Falkirk.

### Nationalmannschaft
Paul Dixon bestritt im Jahr 2007 zwei Länderspiele für die Schottische U-21 gegen Tschechien und die Niederlande. Im Jahr 2012 folgten drei Einsätze für die A-Nationalmannschaft unter Trainer Craig Levein gegen Serbien, Mazedonien und Luxemburg.

## Erfolge
mit Dundee United:
- Schottischer Pokalsieger: 2010